# 高安町北
高安町北（たかやすちょうきた）は、大阪府八尾市の地名。現行行政地名は高安町北一丁目から高安町北七丁目。住居表示は未実施。

## 地理・歴史概要
令制国一覧 > 畿内 > 河内国 > 高安郡 > 郡川村、教興寺村、黒谷村
昭和47年（1972年）の町名地番変更時に下記の3大字地域の大阪外環状線よりも西側の地域を整理統合してできた地名である。
現在の4丁目は旧大字郡川、他は旧大字教興寺が大半で、旧大字黒谷だった地域が混在している。
近鉄大阪線高安駅の東側、大阪外環状線の西に挟まれた地域。中央に恩智川が流れる。概ね市街地化しているが若干田畑が残る。
府道山本黒谷線沿いは恩智川より西が商店街となっている。大阪外環状線沿いに飲食店チェーン店が点在する。

## 世帯数と人口
2020年（令和2年）3月31日現在（八尾市発表）の世帯数と人口は以下の通りである。
| 丁目           | 世帯数    | 人口    |
| -------------- | --------- | ------- |
| 高安町北一丁目 | 196世帯   | 376人   |
| 高安町北二丁目 | 192世帯   | 385人   |
| 高安町北三丁目 | 227世帯   | 541人   |
| 高安町北四丁目 | 226世帯   | 526人   |
| 高安町北五丁目 | 135世帯   | 295人   |
| 高安町北六丁目 | 153世帯   | 327人   |
| 高安町北七丁目 | 61世帯    | 150人   |
| 計             | 1,190世帯 | 2,600人 |

### 人口の変遷
国勢調査による人口の推移。
| 1995年（平成7年）  | 2,614人 | [ 5 ] |  |
| 2000年（平成12年） | 2,565人 | [ 6 ] |  |
| 2005年（平成17年） | 2,386人 | [ 7 ] |  |
| 2010年（平成22年） | 2,448人 | [ 8 ] |  |
| 2015年（平成27年） | 2,599人 | [ 9 ] |  |

### 世帯数の変遷
国勢調査による世帯数の推移。
| 1995年（平成7年）  | 931世帯   | [ 5 ] |  |
| 2000年（平成12年） | 970世帯   | [ 6 ] |  |
| 2005年（平成17年） | 920世帯   | [ 7 ] |  |
| 2010年（平成22年） | 937世帯   | [ 8 ] |  |
| 2015年（平成27年） | 1,061世帯 | [ 9 ] |  |

## 学区
市立小・中学校に通う場合、学区は以下の通りとなる（2020年5月時点）。
| 丁目           | 番   | 小学校               | 中学校             |
| -------------- | ---- | -------------------- | ------------------ |
| 高安町北一丁目 | 全域 | 八尾市立高安西小学校 | 八尾市立曙川中学校 |
| 高安町北二丁目 | 全域 | 八尾市立高安西小学校 | 八尾市立曙川中学校 |
| 高安町北三丁目 | 全域 | 八尾市立高安西小学校 | 八尾市立曙川中学校 |
| 高安町北四丁目 | 全域 | 八尾市立高安西小学校 | 八尾市立曙川中学校 |
| 高安町北五丁目 | 全域 | 八尾市立高安西小学校 | 八尾市立曙川中学校 |
| 高安町北六丁目 | 全域 | 八尾市立高安西小学校 | 八尾市立曙川中学校 |
| 高安町北七丁目 | 全域 | 八尾市立高安西小学校 | 八尾市立曙川中学校 |

## 事業所
2016年（平成28年）現在の経済センサス調査による事業所数と従業員数は以下の通りである。
| 丁目                   | 事業所数 | 従業員数 |
| ---------------------- | -------- | -------- |
| 高安町北一丁目         | 36事業所 | 163人    |
| 高安町北二丁目         | 5事業所  | 52人     |
| 高安町北三丁目         | 6事業所  | 33人     |
| 高安町北四丁目・五丁目 | 5事業所  | 19人     |
| 高安町北六丁目・七丁目 | 10事業所 | 68人     |
| 計                     | 62事業所 | 335人    |

## 主な施設
- 高安駅前商店街（1丁目）
- 八尾平和幼稚園（2丁目）
- ローレルコート高安（3丁目）
山本高安町1丁目50-2地内の近鉄高安駅軌道敷地の一部を高層マンションとして開発。2011年の竣工・分譲開始にともない該当地の町丁目地番を変更し、高安町北へ編入[12]。
- 八尾市立高安西小学校（4丁目）

## 交通
- 近鉄高安駅（山本高安町1丁目）
地域の西に位置する。
- 国道170号大阪外環状線
- 大阪府道181号山本黒谷線

## その他

### 日本郵便
- 郵便番号 : 581-0871[2]（集配局：八尾郵便局[13]）。

## 脚註
1. 1 2 3  “町丁字別人口・世帯数（令和2年3月末日現在）”.   八尾市 (2020年4月9日). 2020年5月6日閲覧。
2. 1 2  “高安町北の郵便番号”.  日本郵便. 2019年8月15日閲覧。
3. ↑  “市外局番の一覧”.   総務省. 2019年6月24日閲覧。
4. ↑  “住居表示の実施区域一覧”.   八尾市 (2014年5月19日). 2020年5月6日閲覧。
5. 1 2  “平成7年国勢調査の調査結果(e-Stat) - 男女別人口及び世帯数 －町丁・字等”.   総務省統計局 (2014年3月28日). 2019年8月16日閲覧。
6. 1 2  “平成12年国勢調査の調査結果(e-Stat) - 男女別人口及び世帯数 －町丁・字等”.   総務省統計局 (2014年5月30日). 2019年8月16日閲覧。
7. 1 2  “平成17年国勢調査の調査結果(e-Stat) - 男女別人口及び世帯数 －町丁・字等”.   総務省統計局 (2014年6月27日). 2019年8月16日閲覧。
8. 1 2  “平成22年国勢調査の調査結果(e-Stat) - 男女別人口及び世帯数 －町丁・字等”.   総務省統計局 (2012年1月20日). 2019年8月16日閲覧。
9. 1 2  “平成27年国勢調査の調査結果(e-Stat) - 男女別人口及び世帯数 －町丁・字等”.   総務省統計局 (2017年1月27日). 2019年8月16日閲覧。
10. ↑  “住所からの校区一覧”.   八尾市. 2020年5月6日閲覧。
11. ↑  “平成28年経済センサス－活動調査 / 事業所に関する集計 産業横断的集計 都道府県別結果”.   総務省統計局 (2018年6月28日). 2019年10月23日閲覧。
12. ↑  平成2１年度 部局マネジメント目標（当初ビジョン）八尾市資料の10ページ目に記載。実施は平成22年度にずれ込んでいる。
13. ↑  “郵便番号簿 2019年度版” (PDF).   日本郵便. 2019年11月4日閲覧。